# Le Premier Maître
Pour plus de détails, voir Fiche technique et Distribution.
Le Premier Maître (en russe : Первый учитель, Pervyy uchitel) est un film soviétique réalisé par Andreï Kontchalovski en 1965, d'après la nouvelle éponyme de Tchinguiz Aïtmatov, parue deux ans plus tôt.

## Synopsis
1923. L'arrivée de Diouchen, jeune soldat de l'Armée rouge, envoyé par le Komsomol à l'aoul de Koksaï en Kirghizie, provoque un attroupement. Le jeune homme se présente et explique sa mission : éduquer et apprendre à lire. La masse ignorante toise cet être étrange, puis, stupéfaite par ses propos, exprime son étonnement, se moque de lui et le plante, sur place, seul avec sa mission.
Enfin, on lui laisse une écurie désaffectée ; un vieux qui vit avec sa vieille, lui offre l'hébergement et Altynaï, une orpheline de 16 ans, manifeste son intérêt.
Le lendemain, quelques enfants viennent, dont Altynaï, et les premières journées de classe sont difficiles : le jeune maître, imbu de sa vocation messianique mais inexpérimenté, commet des maladresses aggravées par des conditions matérielles désastreuses. Comme le font remarquer des cavaliers, du haut de leurs montures : "C'est comme une seconde femme qui s'occuperait des enfants et qui serait rétribuée en argent soviétique."
Malgré les épreuves, des enfants continuent à venir car, ainsi, on s'occupe d'eux. Parmi eux, Souvan, un garçon éveillé, et Altynaï, qui l'aide à l'occasion. Il a aussi gagné la sympathie de quelques villageois plus sensibles aux idées nouvelles. Ainsi, lorsque Diouchen quitte provisoirement l'aoul, on essaye de démolir l'école : les enfants et quelques adultes s'interposent.
Quelques jours plus tard, l'instituteur revient et rameute, en pleine nuit, les villageois afin qu'ils partagent sa détresse : Lénine est mort.
À la fête, au village, le Baï, seigneur local, découvre la beauté d'Altynaï, mais constate aussi que son autorité est remise en cause : son frère a été agressé et contré par l'instituteur. Il provoque ce dernier en un combat singulier. Diouchen n'ayant pas la carrure, un "ami" lui impose de combattre à sa place. Le seigneur l'emporte et, par la même occasion, veut aussi enlever Altynaï. Plus tard, des bandits à sa solde ravissent la jeune fille et, après avoir sauvagement rossé Diouchen qui s'y opposait, violent l'adolescente.
L'instituteur, tenace, revient avec deux policiers qui arrêtent le Baï. Mais, lorsque Diouchen ramène la jeune fille au village, celle-ci, déshonorée, est rejetée par les gens du village. Elle part donc pour Tachkent, en compagnie de l'instituteur amoureux, afin d'y poursuivre ses études. Un jour, pourtant, Diouchen retourne au village et retrouve son école incendiée. Il décide, cette fois-ci, d'en construire une nouvelle avec l'aide des villageois.

## Fiche technique
- Titre original: Первый учитель
- Titre français : Le Premier Maître
- Réalisation : Andreï Kontchalovski
- Scénario : Andreï Kontchalovski, Boris Dobrodeev et Tchinguiz Aïtmatov d'après la nouvelle homonyme de ce dernier[1]
- Musique : Viatcheslav Ovtchinnikov
- Décors : Mikhaïl Romadine (en)
- Costumes : Mikhaïl Romadine (en), M. Abdieva
- Photographie : Gueorgui Rerberg (en), Vladimir Ocherov
- Électricien : Vladimir Ocherov
- Son : Evgueni Kachkevitch, Sofia Kantsenelenbogen
- Montage : Eva Ladyjenskaïa
- Sociétés de production : Kirghizfilm, Mosfilm
- Pays de production : URSS et Kirghizie
- Langue originale : russe
- Format : noir et blanc - 35mm - 1,37:1 - mono
- Genre : drame
- Durée : 102 minutes
- Dates de sortie : 
  - Kirghizie : novembre 1965 à Bichkek
  - France : 18 octobre 1967

## Distribution
- Bolot Beïchenaliev : Diouchen
- Natalia Arinbassarova : Altynaï
- Sovetbek Djoumadylov : Kaïmbaï
- Darkoul Kouyoukova (ru) : Koltonaï
- Idris Nogaïbaev : le Baï Nadbeck
- Baken Kydykeyeva (en) : Tchernoukha
- Klara Youssoupjanova : Burma
- Rosa Tabaldyeva : jeune cavalière
- Nasredine Doubachev
- Kassym Abenouly Jakibaïev (ru)

## Distinctions
- 1966 : Biennale de Venise
  - coupe Volpi pour la meilleure actrice Natalia Arinbassarova.
  - nomination pour le Lion d'or à Andreï Kontchalovski.
- 1973 : Jussi (oscar finlandais) du meilleur réalisateur étranger.

## Autour du film
Andreï Tarkovski a révisé le scénario mais son nom n'apparaît pas au générique.
Natalia Arinbassarova était l'épouse du réalisateur à l'époque du tournage.
Le tournage a été réalisé sur les lieux où se déroulait l'action.

## Commentaire
Avec peu de moyens, en dirigeant des acteurs non professionnels et sa propre épouse dans le rôle d'Altynaï, Andreï Kontchalovski a tourné en Kirghizie l'adaptation d'une nouvelle de Tchinguiz Aïtmatov, « toute tendue vers le futur socialiste qui se bâtissait dans cette république soviétique, au cours des années vingt. Le metteur en scène (c'était son premier long métrage) en a tiré un film d'une visée plus complexe. »
Certes, le thème central demeure inchangé : « l'histoire de ce jeune Komsomol, Diouchen, à peu près illettré qui vient enseigner aux petits Kirghiz le calcul, la lecture et la révolution, c'est celle, classique, de la lutte entre l'ancien et le nouveau. »
Mais, « la leçon du Premier Maître, c'est aussi finalement la mise en évidence parfaite, à propos d'un cas précis, d'un double travail évolutif du temps historique : celui qui dépend des comportements humains, lequel est toujours déterminé en dernier ressort par l'intérêt de chacun, et celui qui dépend du jeu autonome des forces économiques, les Kirghizes, étant des éleveurs, vivent en économie fermée, et le socialisme dans l'immédiat n'a rien à leur apporter. (...) Tout ceci (...) pour dire que Le Premier Maître est peut-être le premier film significatif d'une certaine maturité critique du cinéma soviétique au niveau de l'analyse historico-politique. »
En outre, « autour du thème central déjà évoqué, Andreï Kontchalovski a tissé une trame subtile, mélange d'éléments hétérogènes, riche d'ambiguïté, tout irriguée d'un lyrisme contenu qui restitue, polyphoniquement, le frémissement même de la vie. Cette "épaisseur" du récit trouve son expression la plus achevée dans l'ironie, tonalité fondamentale d'une œuvre qui possède une palette riche en modulations et en tessitures diverses. »
« Raconter Le Premier Maître, c'est le trahir, en éliminer un humour constant qui gomme tout didactisme de surface », écrit plus haut Michel Sineux. Le Premier Maître, c'est également « un admirable film d'amour et cet amour c'est bien Diouchen qui le rencontre et non ses compatriotes pour qui le rapt et le viol sont, traditions exigent, les formes les plus élaborées de la courtoisie. (...) Natalia Utevlevna Arinbassarova, dont le prix d'interprétation fut bien plus qu'une concession diplomatique, mérite d'occuper son rang sur l'Olympe sourcilleux des héroïnes de nos rêves. (...) il faut l'avoir vue (...), misérable et fascinée, traquée par la brute qui s'apprête à la violer après l'avoir ravie. (...) Arrachée aux mains du koulak, elle revient au village avec Diouchen, l'instituteur. La pluie, soudain, ruisselle sur le paysage et elle s'offre littéralement à l'eau dans une ivresse de purification sensuelle. Elle quitte ses vêtements et, nue, entre dans le fleuve, appréciée par un admirable cadrage qui ne montre son corps qu'à mesure qu'il troue la surface. Vous avez compris que, et c'est sa seconde vertu, le film de Mikhalkov est un film lyrique », ajoute encore Michel Sineux.
Évidemment, au-delà des beautés inhérentes au film, le message s'affirme clairement : « le parti est pris, sans aucune équivoque, du côté du nouveau qui s'enracine en ces terres arides. » « Mais une attention, on pourrait dire presque respectueuse, est portée à ce qui dans l' ancien était signe (même détourné, subverti) d'une culture autre, authentique, à ne pas piétiner. »